# Federico Luigi di Hohenzollern-Hechingen
Federico Luigi di Hohenzollern-Hechingen (Strasburgo, 1º settembre 1688 – Hechingen, 4 giugno 1750) è stato dal 1730 alla sua morte Principe di Hohenzollern-Hechingen.

## Biografia

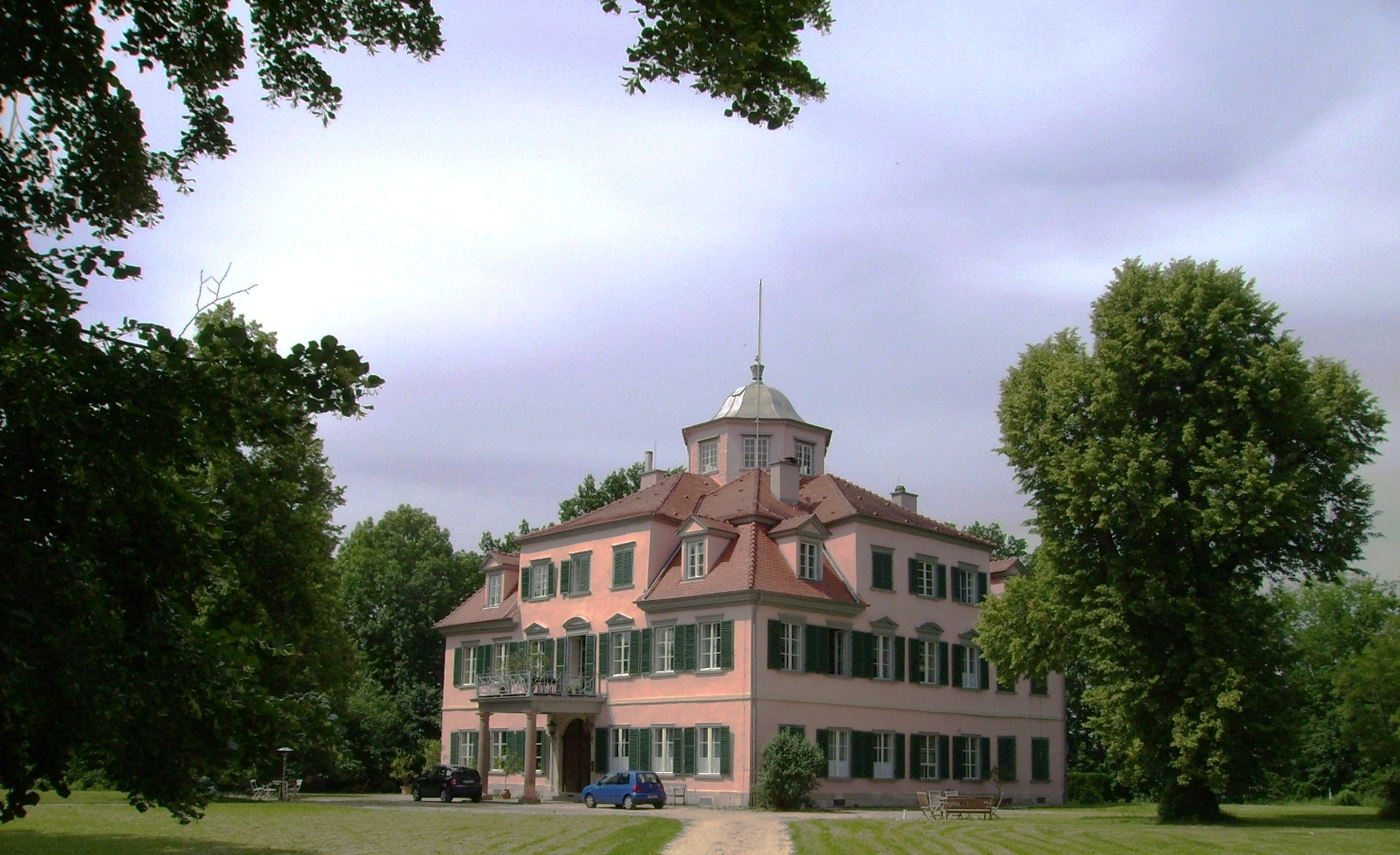
Il castello di Lindich, residenza di caccia favorita di Federico Luigi

Federico Luigi era figlio del principe Federico di Hohenzollern-Hechingen e di sua moglie, la contessa Maria Leopoldina Ludovica di Sinzendorf.
L'infanzia e l'adolescenza li trascorse a Hechingen nel castello della famiglia del padre, dopodiché iniziò la propria formazione militare, appassionandosi nel contempo anche alla caccia. Nell'ambito bellico fu Feldmaresciallo imperiale e comandante in capo delle truppe imperiali per l'area dell'alto Reno e prese parte alla guerra austro-turca (1714-1718) e fu in Ungheria per combattere le insurrezioni locali al comando del principe Eugenio di Savoia.
Nel 1730, alla morte del padre, Federico Luigi assunse il trono del principato di Hohenzollern-Hechingen e tra le sue prime opere vi fu la costruzione del castello di Lindich, sua residenza di caccia preferita che venne realizzata malgrado la non rosea situazione finanziaria dell'epoca. La struttura, edificata tra il 1739 e il 1741, venne realizzata appunto a Lindich, a circa 3 chilometri dalla capitale, Hechingen. A causa di quest'opera venne costretto ad innalzare la tassazione sulla popolazione, il che lo rese a molti inviso.
Il 4 giugno 1750 Federico Luigi morì celibe e senza figli al castello di Lindich. Gli succedette suo cugino Giuseppe Federico Guglielmo.

## Ascendenza
|                                                                 |                                 |                                                                  | Genitori                                         |  |  | Nonni |  |  | Bisnonni                                         |  |  | Trisnonni                                          |  |
|                                                                 |                                 |                                                                  |                                                  |  |  |       |  |  | Johann Georg, principe di Hohenzollern-Hechingen |  |  | Eitel Friedrich I, conte di Hohenzollern-Hechingen |  |
|                                                                 |                                 |                                                                  |                                                  |  |  |       |  |  | Johann Georg, principe di Hohenzollern-Hechingen |  |  | Eitel Friedrich I, conte di Hohenzollern-Hechingen |  |
|                                                                 |                                 | Sibylle von Zimmern                                              |                                                  |  |  |       |  |  | Johann Georg, principe di Hohenzollern-Hechingen |  |  |                                                    |  |
| Philipp, principe di Hohenzollern-Hechingen                     |                                 |                                                                  |                                                  |  |  |       |  |  | Johann Georg, principe di Hohenzollern-Hechingen |  |  |                                                    |  |
|                                                                 |                                 | Franziska von Salm-Neufville                                     | Friedrich I, conte di Salm-Neufville             |  |  |       |  |  |                                                  |  |  |                                                    |  |
|                                                                 |                                 | Franziska von Salm-Neufville                                     | Friedrich I, conte di Salm-Neufville             |  |  |       |  |  |                                                  |  |  |                                                    |  |
|                                                                 |                                 | Franziska von Salm-Neufville                                     | Franziska von Salm                               |  |  |       |  |  |                                                  |  |  |                                                    |  |
| Friedrich Wilhelm, principe di Hohenzollern-Hechingen           |                                 | Franziska von Salm-Neufville                                     |                                                  |  |  |       |  |  |                                                  |  |  |                                                    |  |
|                                                                 |                                 | Hermann Fortunat, margravio di Baden-Rodemachern                 | Eduard Fortunat, margravio di Baden-Baden        |  |  |       |  |  |                                                  |  |  |                                                    |  |
|                                                                 |                                 | Hermann Fortunat, margravio di Baden-Rodemachern                 | Eduard Fortunat, margravio di Baden-Baden        |  |  |       |  |  |                                                  |  |  |                                                    |  |
|                                                                 |                                 | Hermann Fortunat, margravio di Baden-Rodemachern                 | Maria van der Eycken                             |  |  |       |  |  |                                                  |  |  |                                                    |  |
| Marie Sidonie von Baden-Rodemachern                             |                                 | Hermann Fortunat, margravio di Baden-Rodemachern                 |                                                  |  |  |       |  |  |                                                  |  |  |                                                    |  |
|                                                                 |                                 | Antonie Elisabeth von Criechingen                                | Christoph, barone di Criechingen                 |  |  |       |  |  |                                                  |  |  |                                                    |  |
|                                                                 |                                 | Antonie Elisabeth von Criechingen                                | Christoph, barone di Criechingen                 |  |  |       |  |  |                                                  |  |  |                                                    |  |
|                                                                 |                                 | Antonie Elisabeth von Criechingen                                | Agnes Bayer von Boppard, signora di Taintru      |  |  |       |  |  |                                                  |  |  |                                                    |  |
| Friedrich Ludwig, principe di Hohenzollern-Hechingen            |                                 | Antonie Elisabeth von Criechingen                                |                                                  |  |  |       |  |  |                                                  |  |  |                                                    |  |
|                                                                 | Pilgram II, conte di Sinzendorf | Pilgram I, conte di Sinzendorf                                   |                                                  |  |  |       |  |  |                                                  |  |  |                                                    |  |
|                                                                 | Pilgram II, conte di Sinzendorf | Pilgram I, conte di Sinzendorf                                   |                                                  |  |  |       |  |  |                                                  |  |  |                                                    |  |
|                                                                 | Pilgram II, conte di Sinzendorf | Mechtild von Geymann                                             |                                                  |  |  |       |  |  |                                                  |  |  |                                                    |  |
| Georg Ludwig, conte di Sinzendorg-Neuburg                       | Pilgram II, conte di Sinzendorf |                                                                  |                                                  |  |  |       |  |  |                                                  |  |  |                                                    |  |
|                                                                 |                                 | Susana von Trauttmansdorff                                       | Johann Friedrich, signore di Trauttmansdorff     |  |  |       |  |  |                                                  |  |  |                                                    |  |
|                                                                 |                                 | Susana von Trauttmansdorff                                       | Johann Friedrich, signore di Trauttmansdorff     |  |  |       |  |  |                                                  |  |  |                                                    |  |
|                                                                 |                                 | Susana von Trauttmansdorff                                       | Eva von Trauttmansdorff                          |  |  |       |  |  |                                                  |  |  |                                                    |  |
| Maria Leopoldine Ludovika von Sinzendorf                        |                                 | Susana von Trauttmansdorff                                       |                                                  |  |  |       |  |  |                                                  |  |  |                                                    |  |
|                                                                 |                                 | Philipp Ludwig, duca di Schleswig-Holstein-Sonderburg-Wiesenburg | Alexander, duca di Schleswig-Holstein-Sonderburg |  |  |       |  |  |                                                  |  |  |                                                    |  |
|                                                                 |                                 | Philipp Ludwig, duca di Schleswig-Holstein-Sonderburg-Wiesenburg | Alexander, duca di Schleswig-Holstein-Sonderburg |  |  |       |  |  |                                                  |  |  |                                                    |  |
|                                                                 |                                 | Philipp Ludwig, duca di Schleswig-Holstein-Sonderburg-Wiesenburg | Dorothea von Schwarzburg-Sondershausen           |  |  |       |  |  |                                                  |  |  |                                                    |  |
| Dorothea Elisabeth von Schleswig-Holstein-Sonderburg-Wiesenburg |                                 | Philipp Ludwig, duca di Schleswig-Holstein-Sonderburg-Wiesenburg |                                                  |  |  |       |  |  |                                                  |  |  |                                                    |  |
|                                                                 |                                 | Katharina von Waldeck-Wildungen                                  | Christian, conte di Waldeck-Wildungen            |  |  |       |  |  |                                                  |  |  |                                                    |  |
|                                                                 |                                 | Katharina von Waldeck-Wildungen                                  | Christian, conte di Waldeck-Wildungen            |  |  |       |  |  |                                                  |  |  |                                                    |  |
|                                                                 |                                 | Katharina von Waldeck-Wildungen                                  | Elisabeth von Nassau-Siegen                      |  |  |       |  |  |                                                  |  |  |                                                    |  |
|                                                                 |                                 | Katharina von Waldeck-Wildungen                                  |                                                  |  |  |       |  |  |                                                  |  |  |                                                    |  |